# 투스카니의 태양
《투스카니의 태양》(영어: Under the Tuscan Sun)은 2003년 공개된 미국의 로맨틱 코미디 드라마 영화이다.
프랜시스 메이스(Frances Mayes)의 1996년 동명(Under the Tuscan Sun) 회고록을 원작으로 한 이 영화는 최근 이혼한 작가가 자신의 삶에 변화가 오기를 바라며 변덕스럽게 토스카나에 빌라를 구입하는 이야기를 담고 있다. 레인은 자신의 연기로 골든 글로브상 여우주연상(영화 코미디 또는 뮤지컬) 후보로 지명되었다.

## 줄거리
샌프란시스코에서 작가로 활동하던 프랜시스는 남편의 외도로 인해 갑작스럽게 이혼하게 된다. 설상가상으로 남편은 위자료를 청구하고, 프랜시스는 집을 포기하는 조건으로 합의를 본다. 이혼과 집을 잃은 상실감에 빠진 프랜시스는 글조차 쓸 수 없게 된다. 절친 패티는 임신한 몸에도 불구하고 프랜시스가 이대로 무너질까 걱정하며, 이탈리아 토스카나 여행을 권한다. 처음에는 거절하지만, 우울한 일상에 지친 프랜시스는 결국 여행을 떠나기로 결심한다.
토스카나의 작은 마을 코르토나를 방문한 프랜시스는 매물로 나온 한 빌라를 보고 매료된다. 우연히 버스가 그 빌라 앞에서 멈추자, 프랜시스는 운명이라고 느끼고 버스에서 내려 즉흥적으로 그 빌라를 구매한다. 이후 프랜시스는 다양한 사람들의 도움을 받으며 폐허 같던 빌라를 개조하고 새로운 삶을 시작한다. 폴란드 이민자 노동자들과 이웃 주민들, 그리고 괴짜 영국 여배우 캐서린과 친구가 된다. 그러던 중 임신한 패티가 파트너와 헤어지고 프랜시스를 찾아온다.
프랜시스는 마르첼로와 짧은 로맨스를 경험하지만, 사랑에 지쳐갈 무렵, 그녀의 집에서 일하던 폴란드 노동자 파웰과 이웃집 딸이 결혼하고 싶어 도움을 청한다. 프랜시스는 가족이 없는 파웰의 가족이 되어 결혼을 성사시키고, 결혼식 피로연 중에 프랜시스가 예전에 혹평했던 소설 작가 에드가 예기치 않게 등장한다. 서로에게 호감을 느낀 두 사람은 로맨틱한 미래를 암시하며 영화는 마무리된다.

## 출연

### 주연
- 다이안 레인

### 조연
- 산드라 오
- 린제이 던칸
- 라울 보바
- 빈센트 리오타
- 마리오 모니첼리

## 기타
- 원작자: 프란시스 마이에스
- 미술: 스티븐 맥케이브
- 의상: 니콜레타 에콜
- 배역: 린다 로위
- 배역: 존 브레이스
- 배역: 베아트리스 크루거